# Ranunculus alnetorum
Ranunculus alnetorum är en ranunkelväxtart som beskrevs av W. Koch. Ranunculus alnetorum ingår i släktet ranunkler, och familjen ranunkelväxter. Inga underarter finns listade i Catalogue of Life.